# Cale Parks
Cale Parks, celým jménem Michael Cale Parks, je americký hudebník – multiinstrumentalista hrající na bicí, vibrafon a různé klávesové nástroje. Od roku 2012 byl členem skupiny Yeasayer. Dále působil například v kapelách White Williams, Joan of Arc a Aloha. Během své kariéry spolupracoval s mnoha hudebníky, mezi které patří například Chet Faker a Passion Pit. V roce 2006 vydal své první sólové album nazvané Illuminated Manuscript (vydavatelství Polyvinyl Records). O dva roky později následovala deska Sparklace. Později vydal několik EP.